# Caudellia galapagosensis
Caudellia galapagosensis is een vlinder uit de familie snuitmotten (Pyralidae). De wetenschappelijke naam van deze soort is voor het eerst geldig gepubliceerd in 2006 door Landry & Neunzig.
De soort komt voor in tropisch Afrika.